# Frisco Bowl 2021
Ne doit pas être confondu avec le Frisco Football Classic joué le 23 décembre 2021.
Match précédent Match suivant
Le Frisco Bowl 2021 est un match de football américain de niveau universitaire joué après la saison régulière de 2021, le 21 décembre 2021 au Toyota Stadium situé à Frisco dans l'État du Texas aux États-Unis. 
Il s'agit de la 4e édition du Frisco Bowl lequel met en présence l'équipe des Roadrunners de l'UTSA issue de la Conference USA et l'équipe des Aztecs de San Diego State issue de la Mountain West Conference.
Il débute à 18 h 30 locales et est retransmis à la télévision par ESPN.
Sponsorisé par la chaine de restauration rapide Tropical Smoothie Cafe (en), le match est officiellement dénommé le 2021 Tropical Smoothie Cafe Frisco Bowl. 
San Diego State gagne le match sur le score de 38 à 24.

## Présentation du match
C'est la première fois que les deux équipes se rencontrent.
| Équipes                                                           | Conférences | Entraîneurs                   | Stats. saison rég. | Classements avant le bowl | Classements avant le bowl | Classements avant le bowl |
| ----------------------------------------------------------------- | ----------- | ----------------------------- | ------------------ | ------------------------- | ------------------------- | ------------------------- |
| Équipes                                                           | Conférences | Entraîneurs                   | Stats. saison rég. | CFP                       | AP                        | Coaches                   |
| Roadrunners de l'UTSA                                             | C USA       | Jeff Traylor (en) (2e saison) | 12-1               | NC                        | no 24                     | no 25                     |
| Aztecs de San Diego State                                         | MWC         | Brady Hoke (en) (2e saison)   | 11-2               | no 24                     | NC                        | NC                        |
| - Équipe donnée favorite par les bookmakers : UTSA par 2½ points. |             |                               |                    |                           |                           |                           |

### Roadrunners de l'UTSA
Avec un bilan global en saison régulière de 12 victoires et 1 défaites (7-1 en matchs de conférence), UTSA est éligible et accepte l'invitation pour participer au Frisco Bowl de 2021.
Ils terminent 1er de la Division Ouest de la Conference USA et remportent la finale de conférence 49-41 jouée contre les Hilltoppers de Western Kentucky.
À l'issue de la saison 2021 (bowl non compris), il ne seront pas repris dans le classement du CFPP mais seront désignés #24 au classement AP et #25 au classement Coaches
Il s'agit de leur première apparition au Frisco Bowl.

### Aztecs de San Diego State
Avec un bilan global en saison régulière de 11 victoires et 2 défaites (7-1 en matchs de conférence), San Diego State est éligible et accepte l'invitation pour participer au Frisco Bowl de 2021.
Ils terminent 1er de la Division Ouest de la Mountain West Conference mais perdent la finale de conférence 13-46 joéue contre les Aggies d'Utah State. 
À l'issue de la saison 2021 (bowl non compris), ils seront désignés #24 au classement CFP mais ne seront pas repris aux classements AP et Coaches.
Il s'agit de leur 2e participation au Frisco Bowl :
| Saisons | Dates            | Vainqueurs | Scores | Finalistes      | Bilan |
| ------- | ---------------- | ---------- | ------ | --------------- | ----- |
| 2018    | 19 décembre 2018 | Ohio       | 27 - 0 | San Diego State | 0 - 1 |